# Église Saint-Jean-Baptiste d'Audresselles
 (juin 2024).
Si vous disposez d'ouvrages ou d'articles de référence ou si vous connaissez des sites web de qualité traitant du thème abordé ici, merci de compléter l'article en donnant les références utiles à sa vérifiabilité et en les liant à la section « Notes et références ».
 (juin 2024).
L'église Saint-Jean-Baptiste est située à Audresselles, dans le Pas-de-Calais.

## Description
L'église fortifiée Saint Jean-Baptiste, du XIIe siècle, possède trois grands tableaux du Second Empire (1858), inscrits à l'inventaire supplémentaire des monuments historiques. Ils sont restaurés en 2012 à l'initiative de l'Association des Équipes d'Animation paroissiale et pour moitié, aux frais de donateurs du village. Deux sont signés des initiales du peintre victorien Arthur Gilbert (en) et sont marqués comme « peints aux ateliers catholiques de l'Abbé Migne Montrouge » (Jacques Paul Migne à Montrouge). Un petit retable du XVIIIe siècle représente sainte Véronique Giuliani a été offert par l'une de ses nièces. Le porche est du XVIIIe siècle.
La nef et le chœur sont brûlés par les troupes d'Henri VIII d'Angleterre dans la première moitié du XVIe siècle et reconstruits dans une plus petite dimension au XVIIIe siècle pour la nef et sous Louis XVIII pour le chœur. L'encadrement en pierre d'une des portes latérales est encore visible dans le mur nord de la nef.
Le culte y est célébré dans le cadre de la paroisse Notre-Dame-des-Flots,.

## Galerie d'images

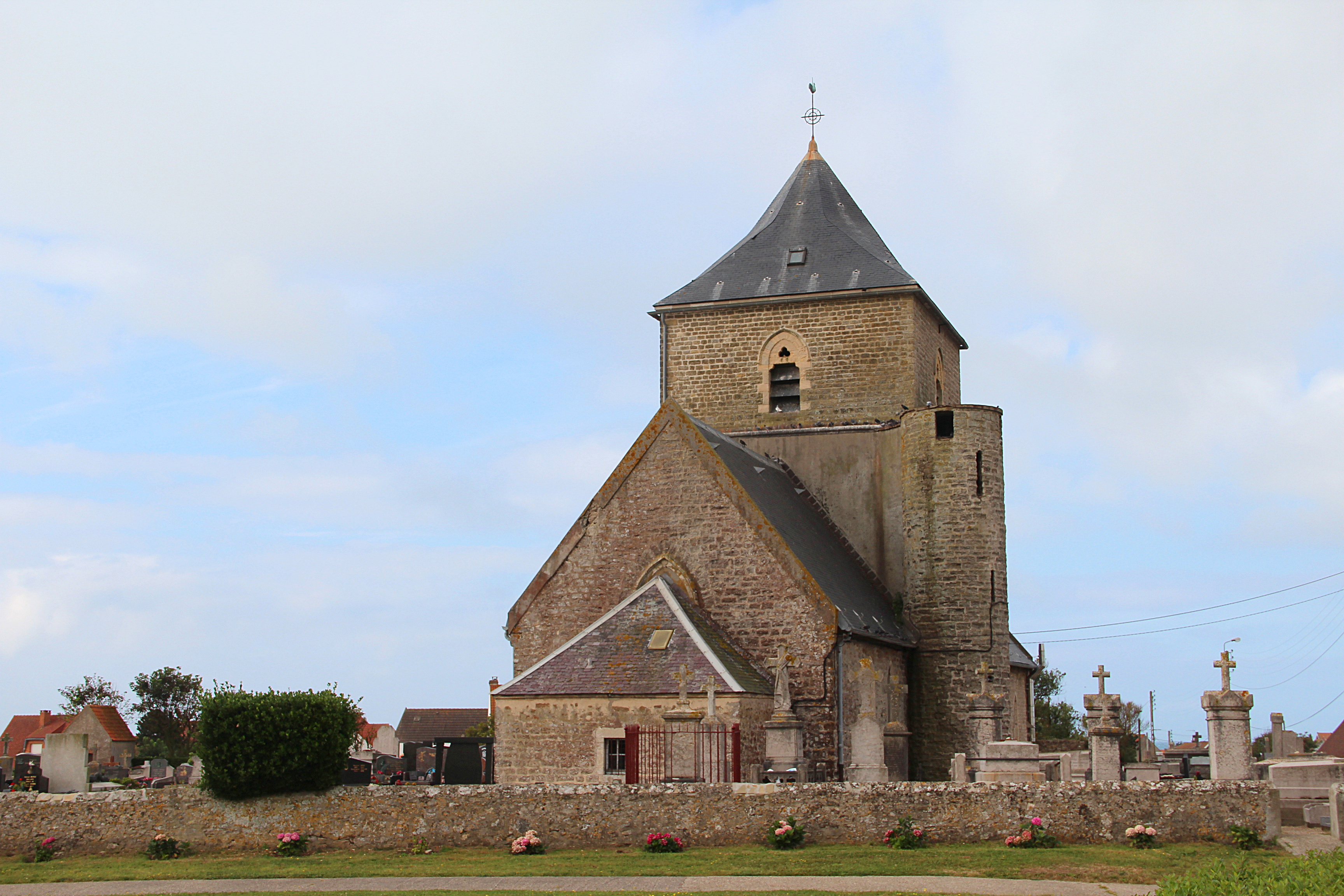
L'abside.
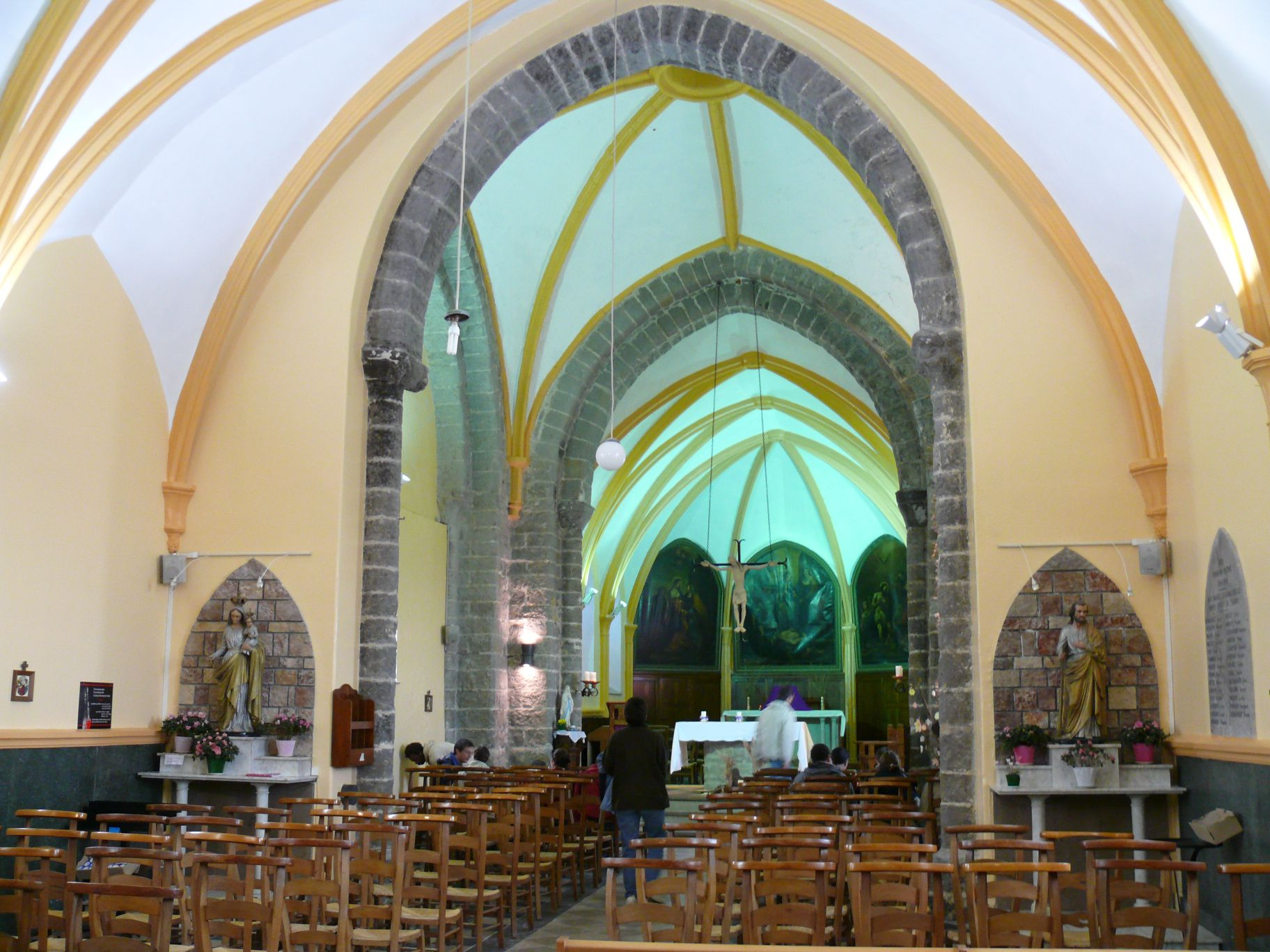
La nef.
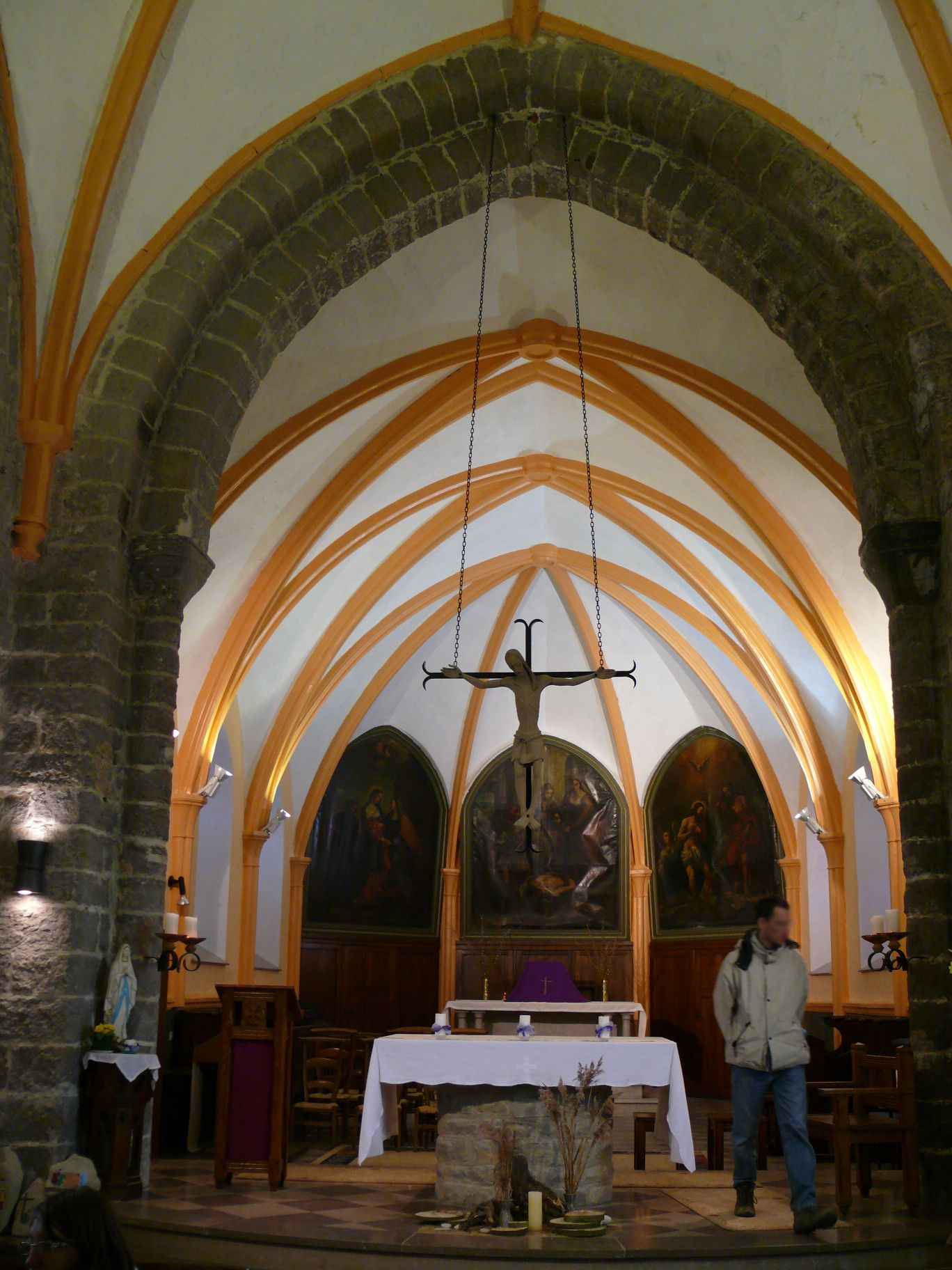
La nef et le chœur.
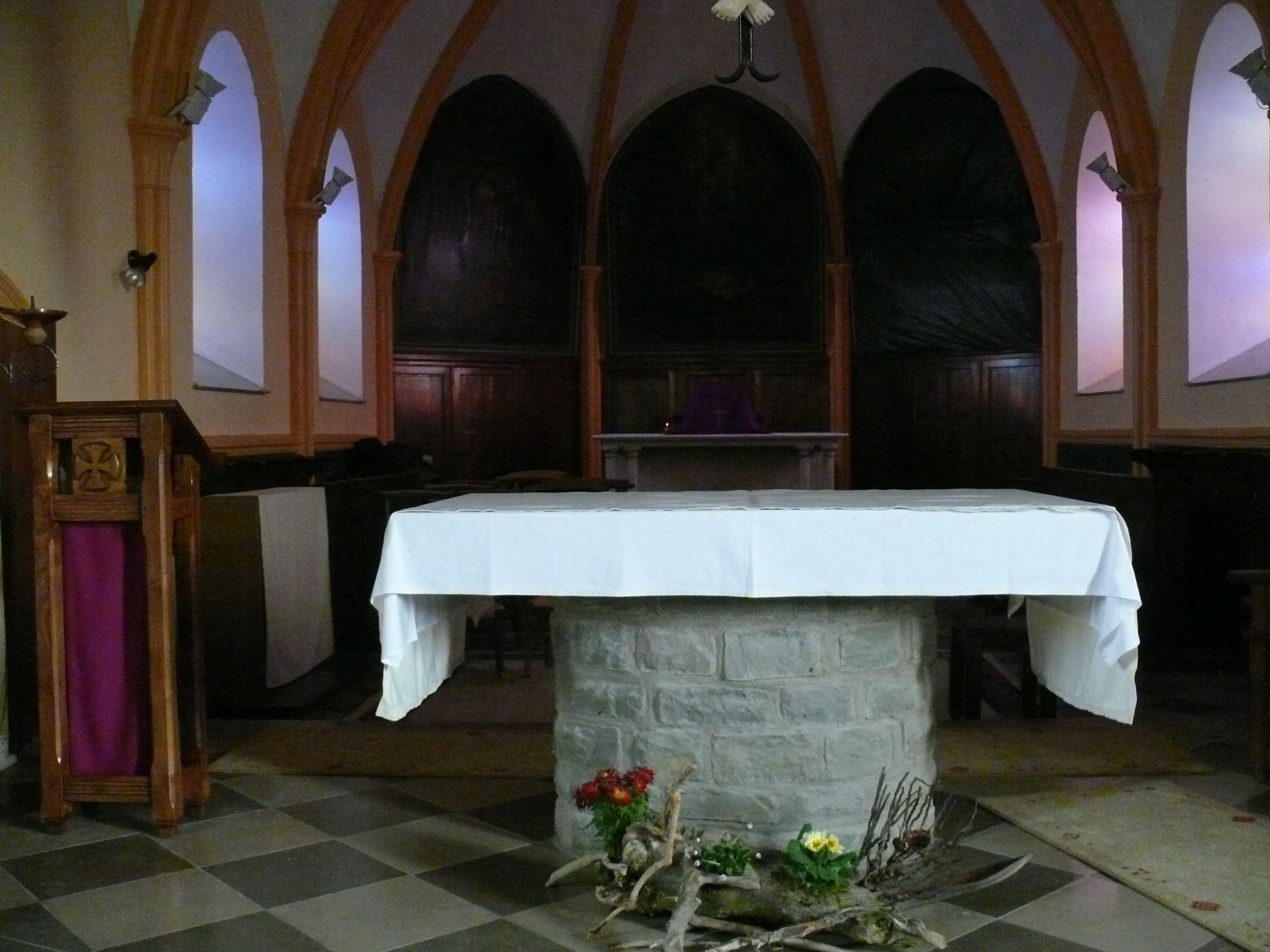
Le chœur.
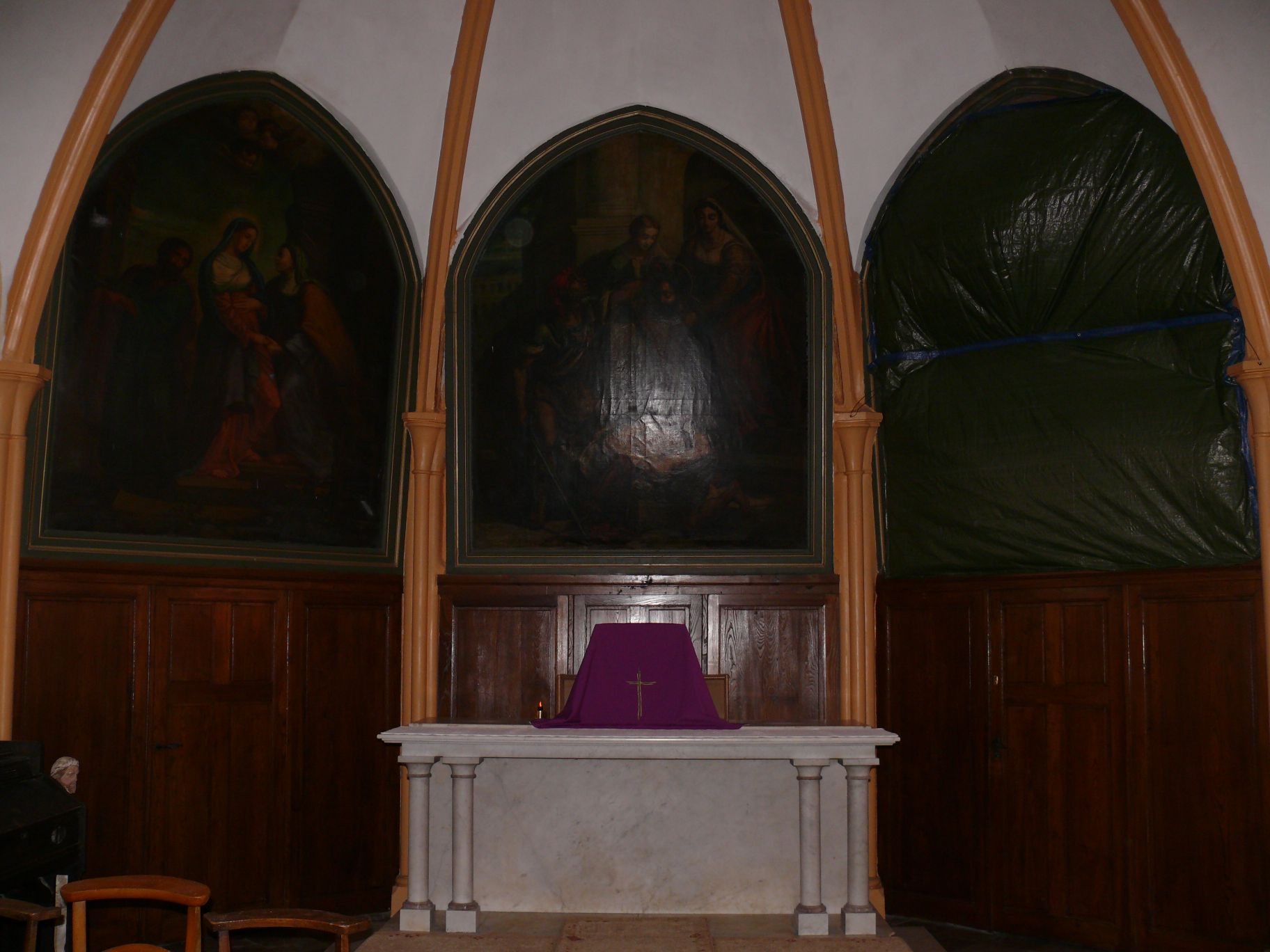
Les tableaux du chœur.